# Cucumis sativus
Cucumis sativus is de botanische naam van een plantensoort uit de komkommerfamilie. Vruchten van deze plantensoort zijn de augurk, de citroenkomkommer en de komkommer. Het betreft de (onrijpe, nog groene, gele of witte) vruchten. Ook andere soorten uit de komkommerfamilie worden onrijp gegeten, zoals de courgette. Andere vruchten in deze familie mogen wel rijp worden zoals de kiwano, de meloen, de pompoen en de watermeloen.
Aan één stengel van de plant kunnen tientallen komkommers groeien. De tegenwoordig gekweekte komkommer heeft alleen maar vrouwelijke bloemen, waar zonder bestuiving of bevruchting de komkommer uit groeit. De gele en witte komkommer hebben wel vrouwelijke en mannelijke bloemen.
Het genoom van de komkommerplant is in kaart gebracht en omvat 25.000 genen.

## Geschiedenis en herkomst
Cucumis sativus wordt al lang gekweekt. Algemeen wordt aangenomen dat de soort uit Azië afkomstig is en via Griekenland in de 16e eeuw West-Europa bereikte. De stamouder zou in India voorkomen en kleine, bittere vruchten hebben. De bittere eigenschap is lang in de komkommer aanwezig gebleven, maar tegenwoordig zijn de vruchten van de rassen voor de beroepsteelt allemaal bittervrij. Er zijn aparte rassen die augurken leveren.

## Teelt

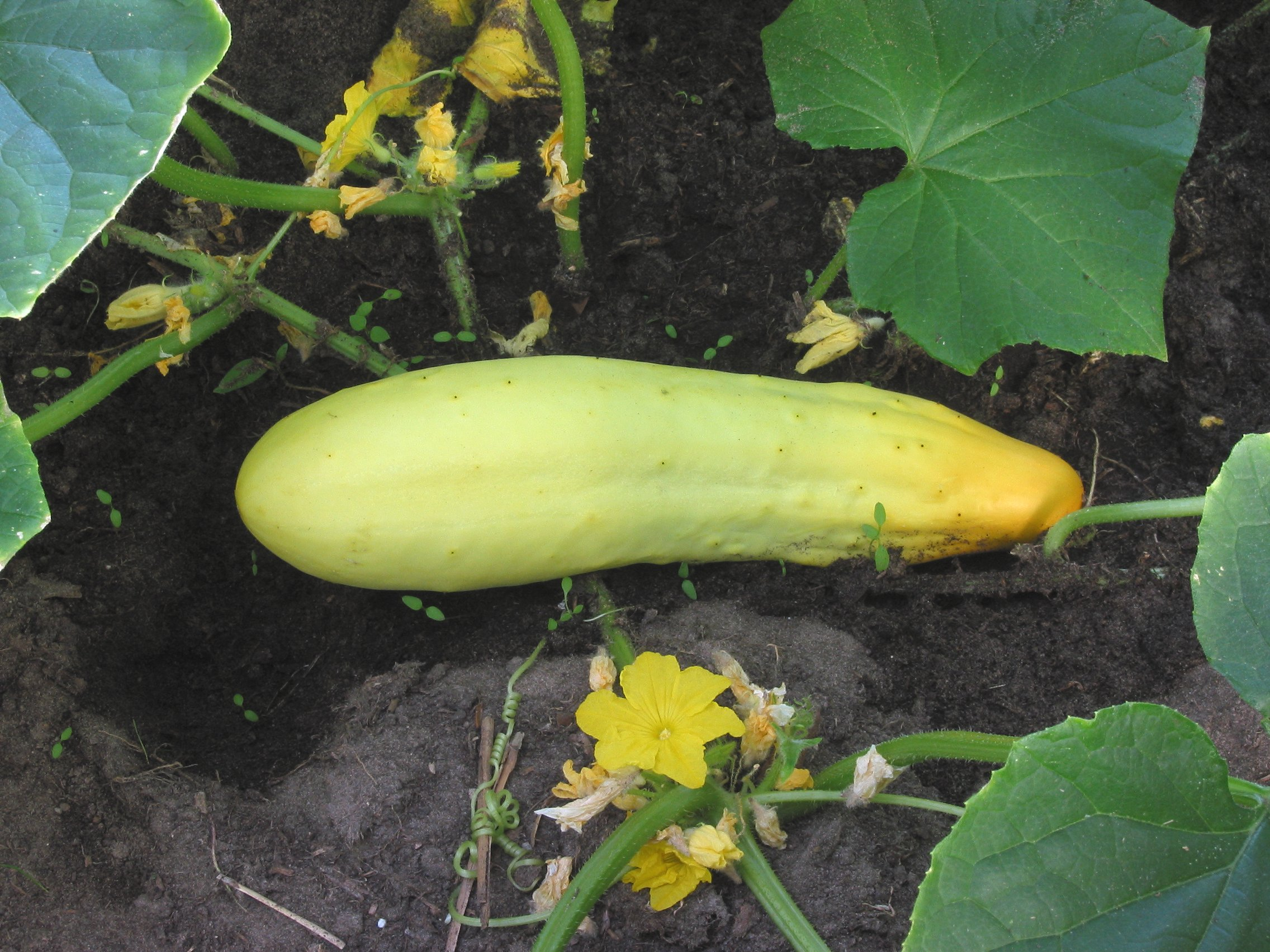
'Gele Tros'

De komkommerplant is een eenjarige plant met hechtranken, maar kan ook horizontaal groeiend op de grond geteeld worden. Voordat er kassen waren werden de komkommers op broeiveuren onder platglas geteeld. Later werd het platte glas rechtop gezet en vormde zo een kas. In de glastuinbouw worden de planten langs binddraad omhoog geleid. In Nederland en België wordt de komkommer sinds ongeveer 1960 in verwarmde kassen geteeld, zodat komkommers het gehele jaar verkrijgbaar zijn. In deze kassen groeien de komkommers nadat ze hebben gebloeid van minder dan 50 gram in ongeveer 10 tot 14 dagen uit naar een uitgegroeide komkommer van tussen de 400 en 450 gram. Er worden twee tot drie teelten per jaar geplant en geoogst.

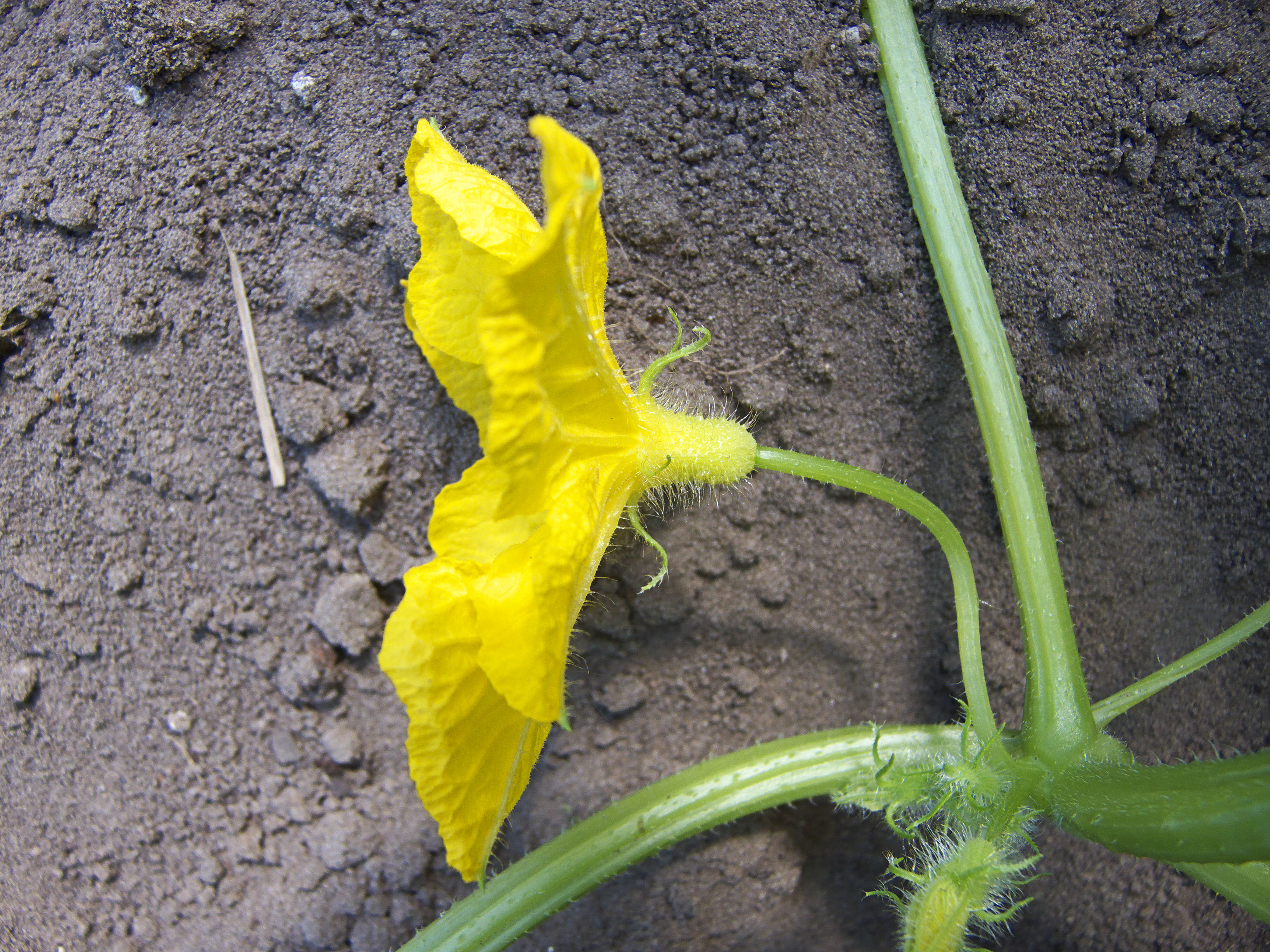
Mannelijke bloem van 'Gele Tros'

De vrucht wordt geoogst als deze nog donkergroen is. Een rijpe vrucht verkleurt naar geelgroen. Doordat de vrucht parthenocarp is, wordt er ook als er geen bestuiving optreedt wel een vrucht gevormd maar geen zaden; soms zijn echter nog wel rudimentaire zaden aan de zaadlijsten te zien. De in de beroepsteelt geteelde rassen vormen alleen vrouwelijke bloemen, waardoor er geen bestuiving plaats kan vinden. Sommige oude rassen, zoals de 'Gele Tros' gebruikt door volkstuinders, vormen echter naast vrouwelijke ook mannelijke bloemen. Hierdoor kan bijvoorbeeld door de honingbij of hommels zelfbestuiving en zaadvorming optreden. Bij bevruchting van alle zaadknoppen groeit de komkommer normaal uit, maar wel met zaden, die in het jonge stadium nog wel eetbaar zijn. Bij onvolledige bevruchting groeit de vrucht meer bolvormig en vormt zogenaamde zaadkonten.

### Cultivars en variëteiten
Variëteiten
- Komkommer
  - Appel- of citroenkomkommer
  - Beit Alpha komkommer
  - C-thru cumber
  - Diva hybride komkommer
  - Dosakai komkommer
  - Kekiri komkommer
  - Libanese komkommer
  - Oost-Aziatische komkommer
  - Perzische komkommer

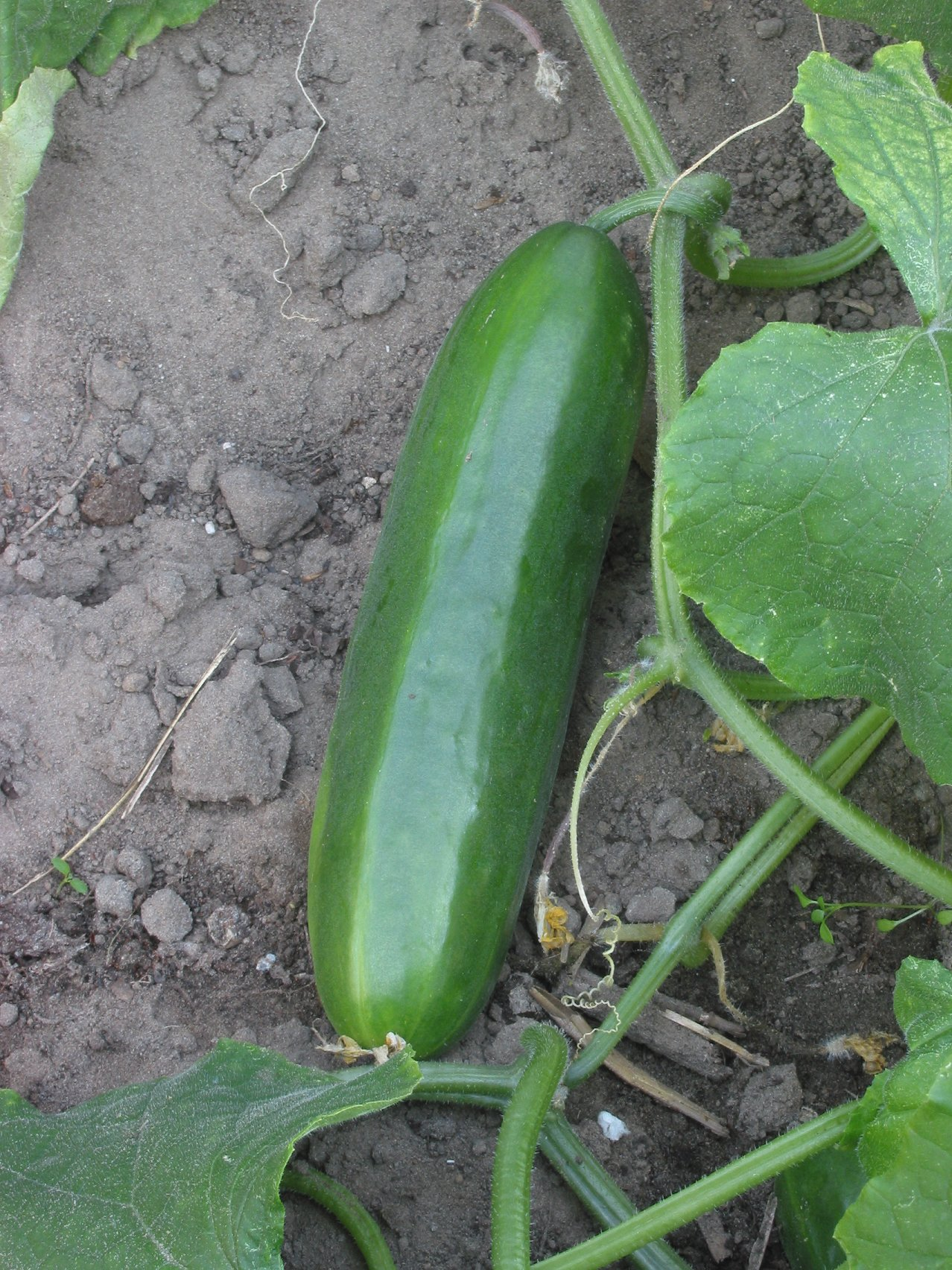
Minikomkommer 'Melita'

  - De Sikkimkomkommer of Khivakomkommer (Cucumis sativus var. sikkimensis) is, zoals de naam reeds doet vermoeden, afkomstig uit Sikkim, India. De vruchten lijken op chocoladebruine, netvormige meloenen met een iets bittere komkommersmaak en zijn 10 tot 20 cm lang en 5 tot 8 cm breed.
- Augurk
- De Armeense komkommer (Cucumis melo var. flexuosus) wordt vaak als komkommer gebruikt, hij is echter een variëteit van de suikermeloen (Cucumis melo).

De vruchten van de gekweekte cultivars of "rassen" die het meest in Nederland en België worden gegeten zijn in de regel 35 tot 39 centimeter lang en 5 cm in diameter met een gewicht van 350 tot 450 gram. Kleinere komkommers, de zogenaamde minikomkommers, komen ook voor en zijn vooral populair in Engeland. Deze komkommers zijn 20-30 cm lang. De kleinste komkommers zijn de zogenaamde snackkomkommers met een formaat tussen de 8 en 20 cm. De meeste cultivars zijn groen, maar er zijn ook gele en witte variëteiten. In de omgeving van Utrecht zijn nog lang gele komkommers onder platglas geteeld. Door verdwijning van het platte glas en doordat de gele komkommer niet bittervrij is, is deze teelt nagenoeg verdwenen. In sommige landen worden vooral komkommers geteeld met een harde schil (met het advies komkommers dus ook te schillen), in Nederland is de schil over het algemeen zacht.
| Lijst van cultivars | Lijst van cultivars | Lijst van cultivars | Lijst van cultivars |
| --- | --- | --- | --- |
| - Ashley 19-21 cm (donkergroen) - Babylon - Bella - Beth Alpha (groen) - Bianco Moscatello 20 cm (wit) - Broumana F1 15 cm (groen) - Burpless 26 - Burpless Tasty Green - Bush Crop - Camaro - Carmen - Chinese Slangen (groen) - Cobra - Cool Breeze 10 cm (groen) - Corinto - Cortez - Crystal Apple - Cucino - Cutter - Darlington - Dasher II - Daytona - Delizia - Diamante - Diomede - Diva 20-25 cm (groen) - Dominator - Exocet - Fanfare - Fountain - Garden Sweet Burpless | - Gele Tros (geel) - General Lee - Genuine - Green Finger - Green Slam - Greensleeves - H-19 Little Leaf - Harmonie - Hi-power - HMX 8416 - Hopeline F1 8-10 cm (groen) - Imanol 30-35 cm (donkergroen) - Impact - Indio - Indy - Intimidator - Iznik F1 12-15 cm (groen) - Jawell (mini) - Jogger - Johanna (groen) - KALIMERO F1 10-15 cm (groen) - Katrina - Laura - Lemon Apple 14 cm; rond van vorm (geel) - Little Leaf 10 cm (groen) - Lightening - Lider - Lucky Dance - Marketmore (groen) - Marketmore 76 20-23 cm (donkergroen) - Marketmore 97 - Masterpiece | - Melita tot 22 cm (groen) - Munchmore - Niagara - Noah's Treib (groen) - Northern Pickling - Olympian - Orient Express - Panther - Pegaso 30-35 cm (donkergroen) - Picolino F1 8-10 cm (groen) - Poinsett - Pot Luck - PS14710903 - Purples Tasty Green - Q-key 17 cm (groen) - Raider - Rockingham - Rocky - Saber - Salad Bush 20-25 cm (groen) - Salt and Pepper - Shantung Suhyo Cross - Sikkim - Silor 15 cm (groen) - Skyson - Slicemaster Select - Soarer - Socrates - Spacemaster - Speedway - Sprint 440 - SR2389CW | - SRQ2387 - SRQ2389 - Stonewall - Straight Eight Elite - Strategos 30-35 cm (donkergroen) - Sultan - Summer Dance - Summer Top - Suyo Long - Sweet Slice - Sweet Success - Sweeter Yet - Swing - Talladega - Tasty Green - Tasty Jade - Taurus - Telegraph - Thunder - Thunderbird - Tiffany - Triumph - Turbo - Tyria - Vega - Vigorex 30-35 cm (heldergroen) - Viper - White Revolver - Yaniv - Zeina - Zipangu |

## Ziekten en beschadigingen
De komkommerplant kan aangetast worden door verschillende virussen, schimmels en plagen.
Plagen:
- spint
- tripsen, Californische trips, Frankliniella occidentalis en tabakstrips, Thrips tabaci
- witte vliegen, kaswittevlieg, Trialeurodes vaporiorum en tabakswittevlieg, Bemisia argentifolii
- mineervliegen
- rupsen
- wantsen
- luizen

Schimmels:
- zonnebloemmeeldauw, Sphaerotheca fusca en valse meeldauw
- grauwe schimmel (Botryotinia fuckeliana)
- Fusarium oxysporum
- bladvlekkenziekte
- verwelkingsziekte (Verticillium spp.)

Virussen:
- blekevruchtenziekte
- komkommermozaïekvirus
- komkommerbontvirus
- necrose, meloennecrosevirus en tabaksnecrosevirus
- vergelingsziekte

Ziekten bij komkommers
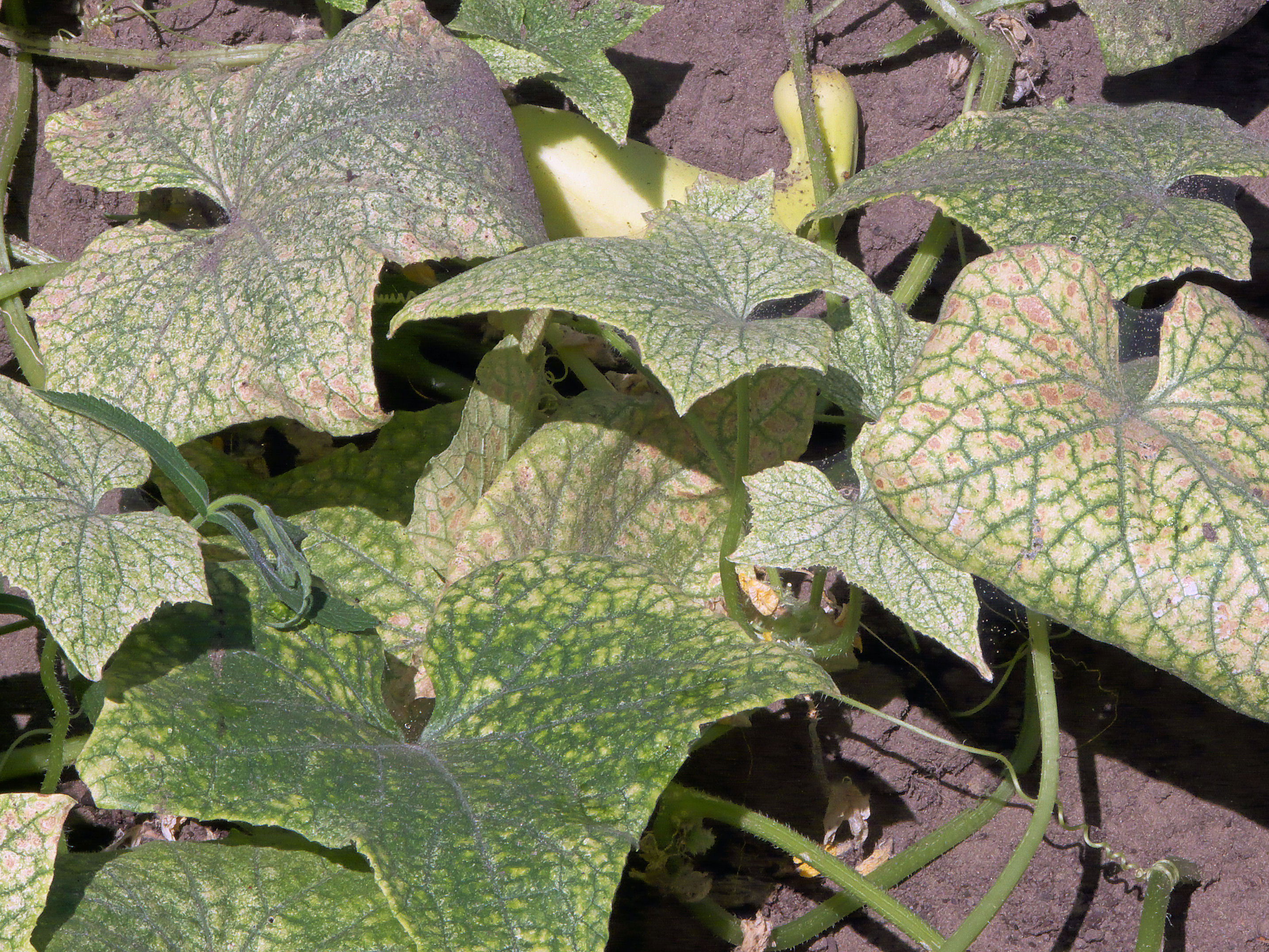
Aantasting door spint
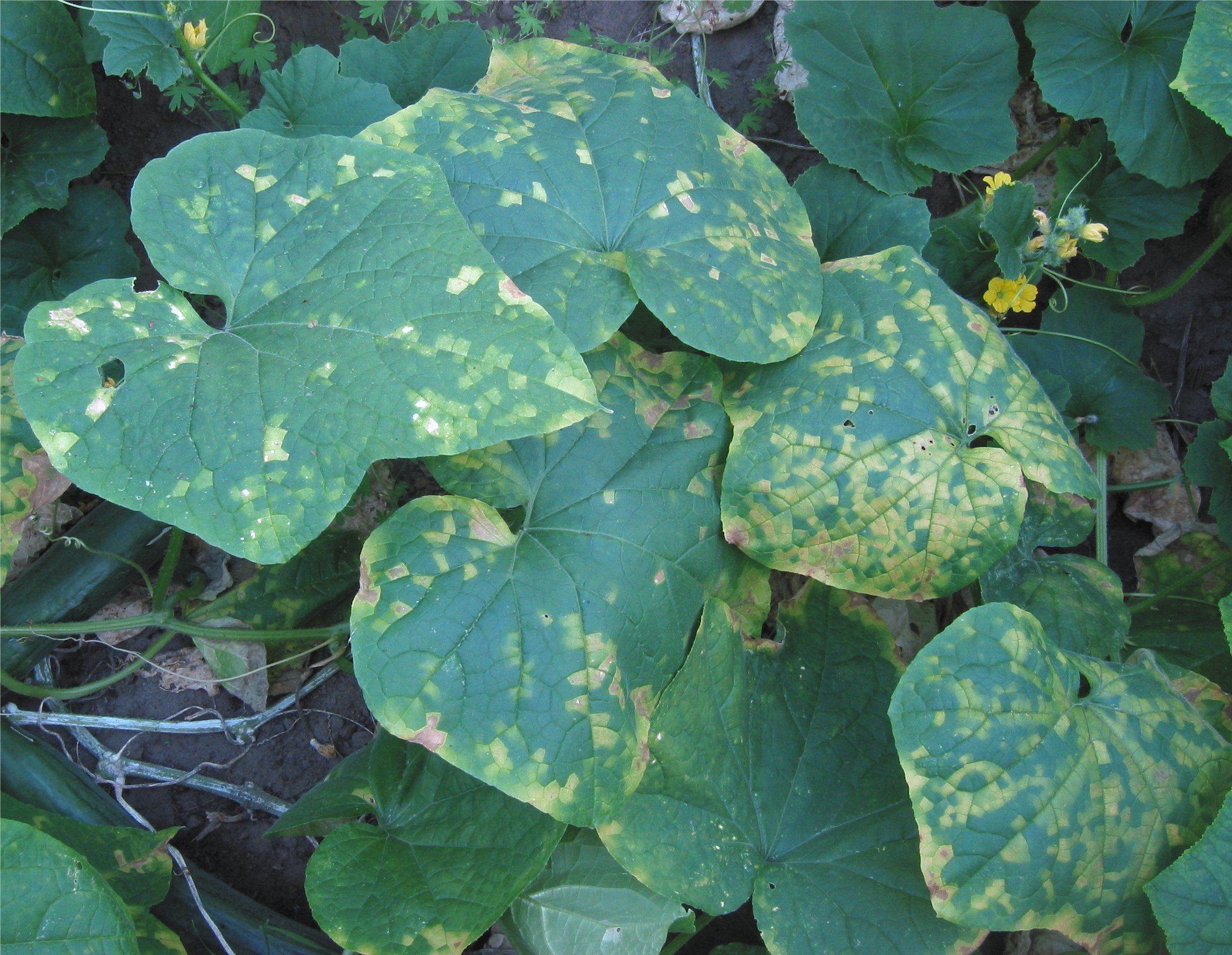
Valse meeldauw
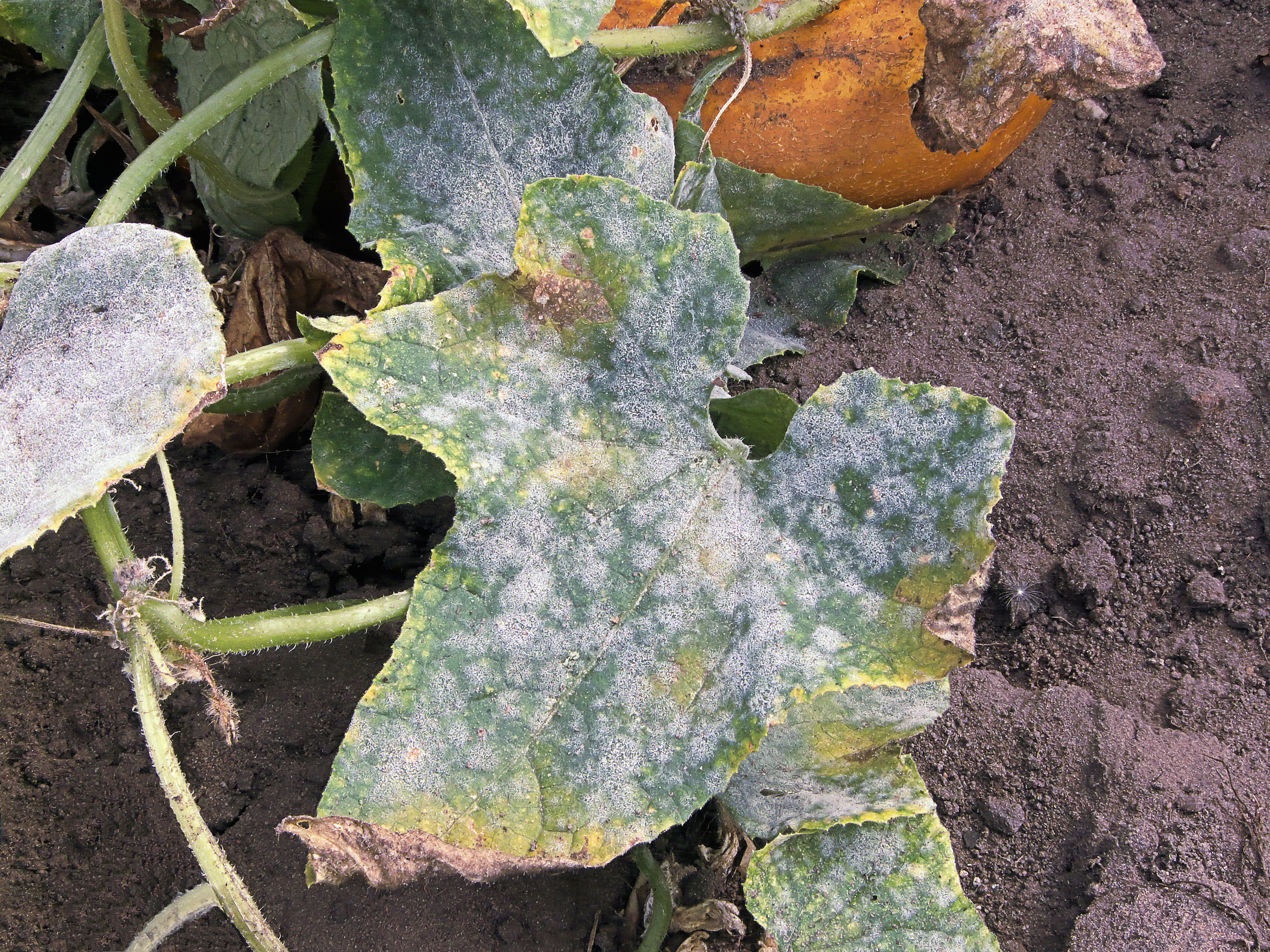
Echte meeldauw
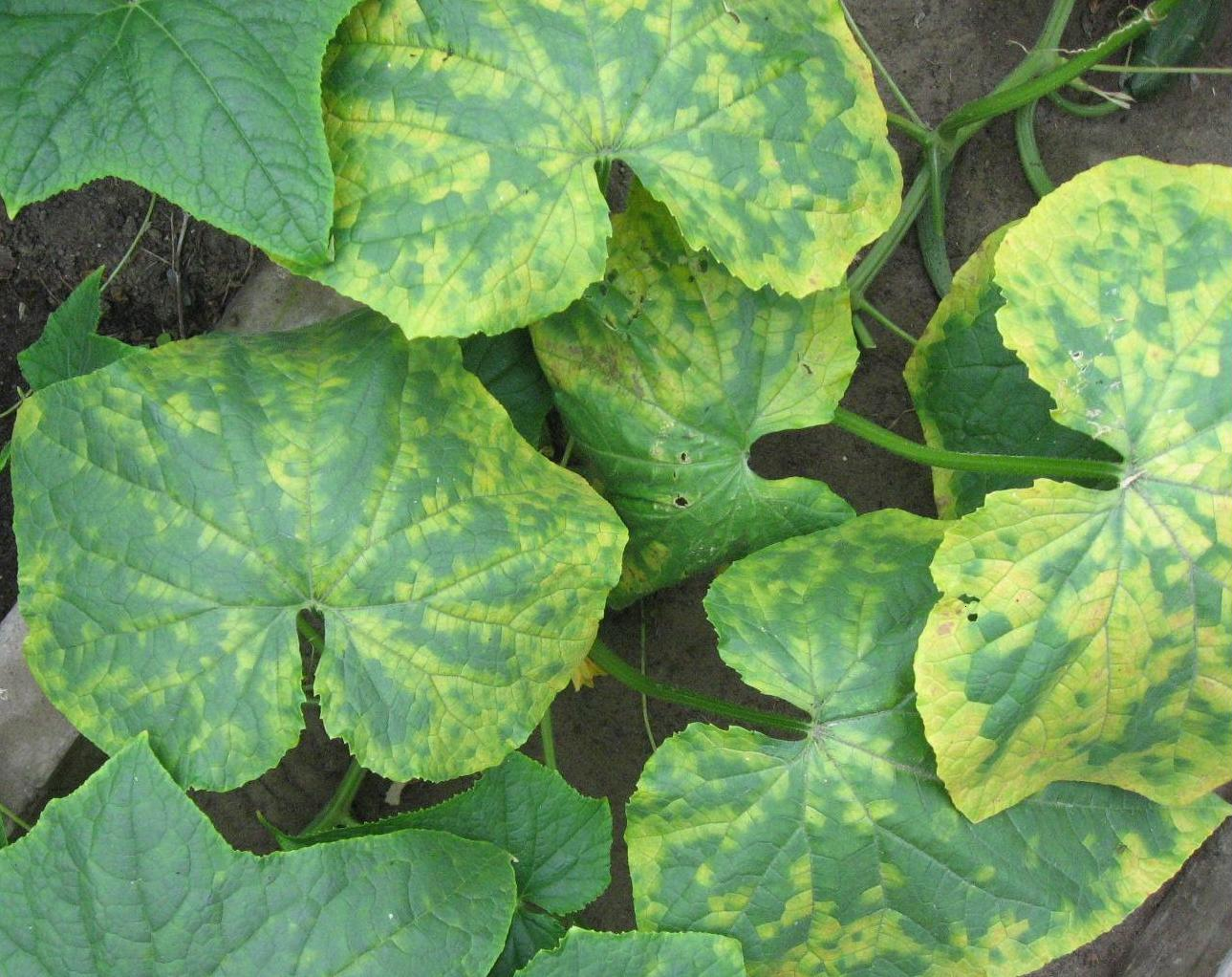
Komkommermozaïekvirus